# Neodon irene
Neodon irene es una especie de roedor de la familia Cricetidae.

## Distribución geográfica
Se encuentra en China y Birmania. 